# Bockskärstjärnen
Bockskärstjärnen är en sjö i Malung-Sälens kommun i Dalarna och ingår i Göta älvs huvudavrinningsområde. Sjön har en area på 0,165 kvadratkilometer och ligger 647,3 meter över havet. Sjön avvattnas av vattendraget Fämtan.

## Delavrinningsområde
Bockskärstjärnen ingår i det delavrinningsområde (675177-135493) som SMHI kallar för Namn saknas. Medelhöjden är 599 meter över havet och ytan är 9 kvadratkilometer. Det finns inga avrinningsområden uppströms utan avrinningsområdet är högsta punkten. Fämtan som avvattnar avrinningsområdet har biflödesordning 2, vilket innebär att vattnet flödar genom totalt 2 vattendrag innan det når havet efter 466 kilometer. Avrinningsområdet består mestadels av skog (80 procent) och sankmarker (11 procent). Avrinningsområdet har 0,35 kvadratkilometer vattenytor vilket ger det en sjöprocent på 0,9 procent.